# Cargareme
Se llama cargareme al documento que expiden las tesorerías y otras dependencias donde se recaudan fondos al ingresar en sus cajas para que conste lo percibido y recaudado en ellas. 
La necesidad de intervenir todas las sumas, sea en dinero, sea en efectos públicos, que tengan entrada en aquellas oficinas de recepción, obligó a establecer este documento de uso en la contabilidad pública revistiéndole de ciertas formalidades para que pueda corresponder a su efecto.
La forma del cargareme está reducida a hacerse cargo el que lo libra de la cantidad que recibe y a expresar detalladamente el concepto y la época añadiendo que lo expide en equivalencia de la misma suma y hechos los asientos que deben practicarse según la organización de la oficina. Todos estos asientos tienen por objeto el conocimiento y la intervención de las sumas ingresadas. Para los ingresos en la tesorería central lo extiende la contaduría del mismo título: los administradores principales de Hacienda pública de las provincias los extienden por los productos de los ramos que administran incluidos los de las fábricas y de los ramos centralizados y los contadores de Hacienda pública por los ingresos procedentes de las operaciones del Tesoro. En los partidos administrativos los extienden los administradores de los mismos.
La necesidad de facilitar la recaudación de los ingresos y de simplificar las operaciones de la contabilidad introdujeron los cargaremes parciales que, como el mismo nombre indica son los que se expiden por cada uno de los pagos parciales que se verifican. Estos cargaremes se totalizan después y formado el resumen correspondiente de todos los expedidos durante el mes anterior, se libra otro cargareme por cada ramo y por la cantidad que resulta. Todo cargareme produce carta de pago y que los primeros totalizados y éstos con las formalidades que deben contener, sirven para acreditar lo recaudado en las oficinas donde se expiden.